# Park Narodowy El Impenetrable
Park Narodowy El Impenetrable (hiszp. Parque nacional El Impenetrable) – park narodowy w północnej Argentynie położony w departamencie General Güemes w północnej części prowincji Chaco. Został utworzony 30 października 2014 roku i zajmuje obszar 1280 km².

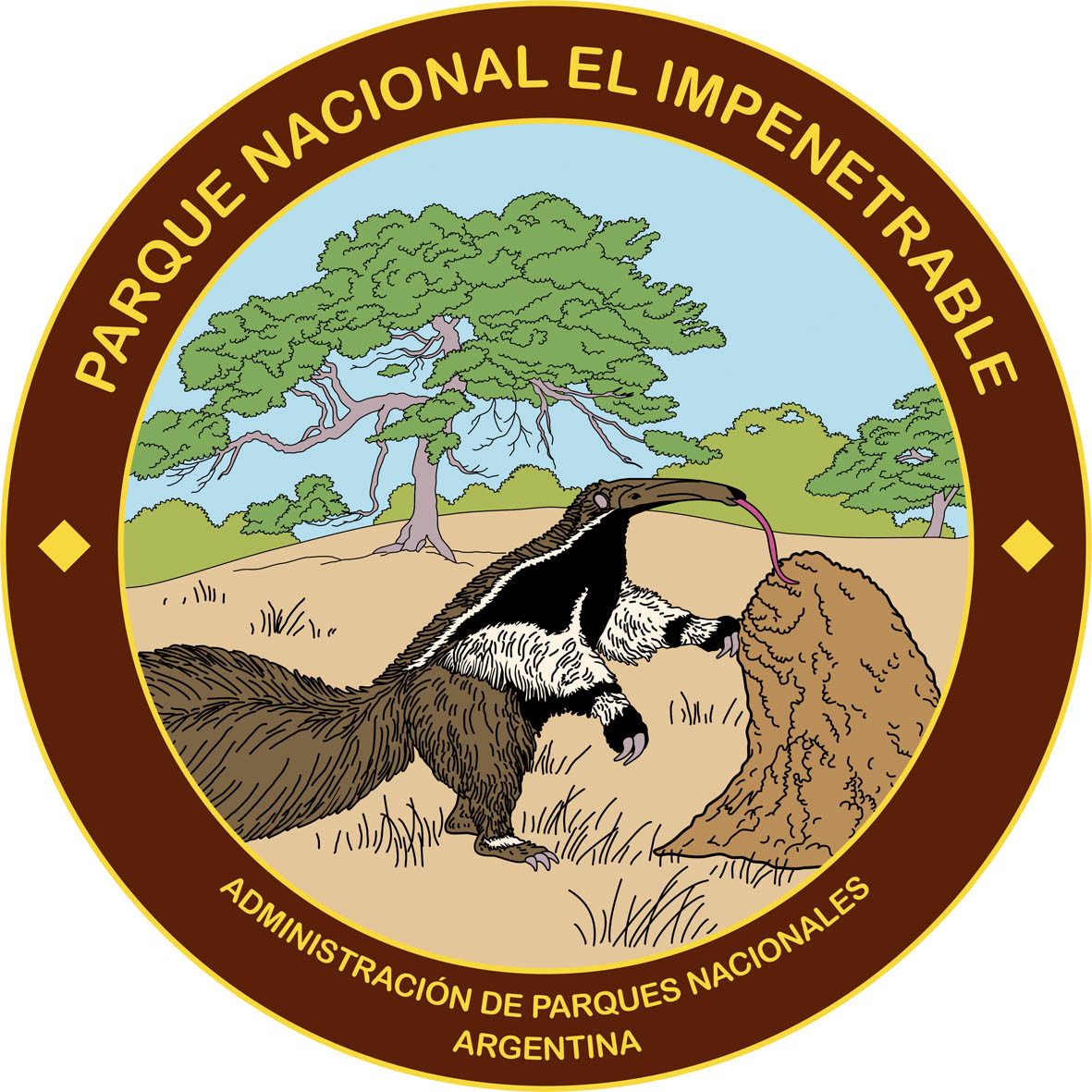
Godło parku z mrówkojadem wielkim

## Historia
W 2011 roku został zamordowany Manuel Roseo, właściciel latyfundium La Fidelidad o powierzchni 2500 km² (kwadrat 50 km x 50 km) leżącego na pograniczu prowincji Chaco i Formosa. Po jego śmierci latyfundium zostało wywłaszczone. Teren ten nie był praktycznie użytkowany przez ostatniego właściciela ani poprzednich. Został zachowany w stanie prawie dziewiczym. W części leżącej w prowincji Chaco utworzono Park Narodowy El Impenetrable, a w części leżącej w prowincji Formosa projektowany jest Park Narodowy La Fidelidad. Cały obszar latyfundium został zakwalifikowany przez BirdLife International jako ostoja ptaków IBA.

## Opis
Park obejmuje rozległą równinę w dorzeczu rzek Bermejo i Bermejito w ekoregionie Chaco Seco w krainie geograficznej Gran Chaco.
Klimat subtropikalny. Opady wahają się od 500 do 700 mm rocznie. Średnia roczna temperatura wynosi w północnej części parku +23 °C, a w południowej +18 °C.

## Flora
Prawie cały teren parku zajmują lasy. Dominują w nich drzewa kebraczo (Schinopsis lorentzii, Schinopsis balansae i aspidosperma biała), Bursera graveolens, jadłoszyn (Prosopis alba i Prosopis nigra). Rosną tu również m.in.: Tessaria integrifolia, Baccharis salicifolia, Cathormion polyanthum, wierzba z gatunku Salix homboldtiana, palma z gatunku Copernica alba, Pithecellobium scalare, Acacia bonariensis, różne gatunki opuncji, Libidibia paraguariensis, Sideroxylon obtusifolium, Vallesia glabra, różne gatunki kaparów, Bulnesia sarmientoi, Geoffroea decorticans.

## Fauna
Z ssaków narażonych na wyginięcie żyje tu zębolita olbrzymia, mrówkojad wielki i pekari białobrody. Inne ssaki występujące w parku to m.in.: bolita południowa, włosopuklerznik kosmaty, kabassu argentyński, puklerzowiec skryty, pampasowiec grzywiasty, wydrak długoogonowy, mazama szara, królak brazylijski, pekariowiec obrożny, puma płowa, ocelot wielki, ocelot argentyński, jaguar amerykański, szop krabożerny, tapir amerykański, pekarczyk czakoański, wyjec czarny, tamandua południowa.
Gady i płazy występujące w parku to m.in.: żółw z rodzaju Chelonoidis (Chelonoidis chilensis), teju argentyński, boa dusiciel, boa tęczowy, koralówka argentyńska, Mastigodryas bifossatus, Bothrops neuwiedii, grzechotnik straszliwy, kajman szerokopyski.
Ptaki to m.in.: kusacz zaroślowy, kusacz śniady, kusacz leśny, sępnik czarny, karakara czubata, tarczownik, urubitinga czarna, czarnostrząb rdzawy, jastrzębiec, myszołowczyk, zagrożona wyginięciem urubitinga czubata, czakalaka bura, mnicha, amazonka niebieskoczelna, bentewi wielki, organka purpurowogłowa, ziarnołusk złotodzioby, kardynałek czubaty, kardynałek żółtodzioby, indygówka niebieska.